# Polčasa na čudesa
Polčasa na čudesa (Полчаса на чудеса) è un film del 1970 diretto da Michail Iosifovič Juzovskij.